# Muzeum Odona Bujwida w Krakowie
Muzeum Odona Bujwida – biograficzna placówka muzealna poświęcona postaci Odona Bujwida zlokalizowana w Krakowie w zabytkowej kamienicy przy ul. Lubicz 34 w Krakowie.

## Charakterystyka
Tuż po śmierci profesora Bujwida, jego córka, Zofia Mostowska, postanowiła stworzyć muzeum mu poświęcone. Udało się je jednak otworzyć dopiero 22 kwietnia 1964, głównie staraniem wnuków Odona Bujwida, Jerzego i Czesława Mostowskich. W przygotowaniu wystawy pomagało także sporo osób prywatnych, m.in. pracownicy Wojewódzkiej Stacji Krwiodawstwa w Krakowie. Muzeum poświęcone jest samemu Bujwidowi, a także jego żonie Kazimierze (bojowniczce o prawa kobiet i współtwórczyni zakładu szczepień), oraz historii rodziny Bujwidów. Potomkowie wydzielili na potrzeby kolekcji część prywatnego mieszkania.
Muzeum zajmuje dwa niewielkie pomieszczenia (ok. 30 m²) na pierwszym piętrze kamienicy, w dawnych pokojach profesora Bujwida. Znajdują się w nim m.in. oryginalne meble z gabinetu Bujwida (w tym szafa i biurko, którego używał do pracy), zbiory dokumentów (w tym dzienniki Bujwida, jego dyplomy, korespondencję z Robertem Kochem i Ludwikiem Pasteurem), wydane prace Bujwida, zdjęcia mikroskopowe. Muzeum było czynne do lat 90. XX w., obecnie otwierane jest sporadycznie. Muzeum jest własnością prywatną, a właściciele dążą do założenia fundacji, która zajęłaby się opieką nad zbiorami.